# Jacques May
Jacques May, né le  19 juin 1927 à Aigle et mort le 22 mars 2018 à Lausanne, est un orientaliste philologue et philosophe suisse, spécialiste bouddhisme du grand véhicule, et en particulier du courant Madhyamika. Il a été membre de l’École française d'Extrême-Orient, rédacteur en chef du dictionnaire Hôbôgirin, et professeur à l'Université de Lausanne.
Ses travaux ont principalement porté sur le philosophe et logicien indien Nagarjuna et son commentateur Chandrakîrti. Jacques May s'est attaché à montrer que le madhyamika n'est pas un nihilisme, mais une voie moyenne entre le réalisme et le nihilisme.
Jacques May joua également un rôle important dans le développement des études bouddhistes en Suisse.

## Biographie

### Jeunesse et études (1927-1949)

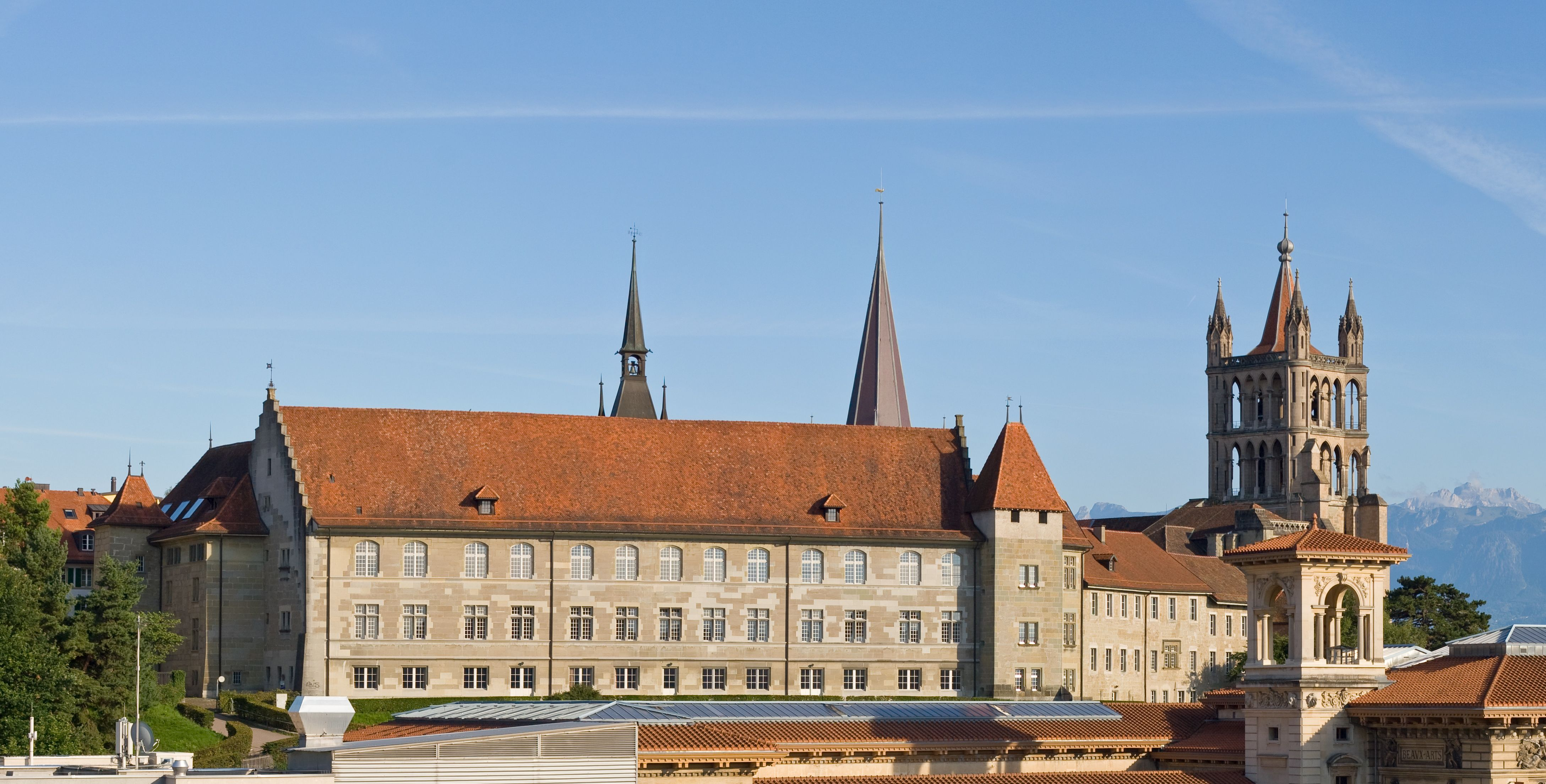
Le bâtiment de l'Ancienne Académie, où J. May fit son gymnase.

Jacques Samuel Philppe May est né en 1927, à Aigle dans le canton de Vaud. Son père, René Samuel Martin est ingénieur civil, diplômé de l’École polytechnique fédérale de Lausanne. Sa mère est Eugénie Rubattel. Tant dans la famille paternelle que maternelle, on compte des gens qui furent des personnalités importantes de la vie vaudoise et suisse. Parmi les ascendants du côté maternel, on compte deux conseillers fédéraux : Ernest Chuard et Rodolphe Rubattel. On notera incidemment que René May avait fait une partie de sa scolarité primaire avec le futur sinologue Paul Demiéville.
En 1929, la famille déménage à Lausanne. Enfant, il se plonge dans les ouvrages de la bibliothèque familiale, où il découvre certains textes d'Alexandra David-Néel qui le fascinent, ainsi que les atlas géographiques et historiques auxquels il vouera une passion durant toute sa vie. Ces ouvrages et l'attirance pour A. David-Néel nourriront son goût pour l'orientalisme. Côté scolaire, il se montre brillant élève, ce qui lui vaut, en 1937, d'intégrer le « Collège classique cantonal », l'actuel Gymnase de la Cité. Il s'y distingue pratiquement dans toutes les branches.
En 1945, il entame des études de lettres classiques à l'Université de Lausanne: latin, grec, français, histoire. Parmi ses professeurs, l'helléniste André Bonnard fera sur lui une impression forte et durable. « C'était, dira Jacques May, un grand personnage. » Son goût pour l'orientalisme l'amène aussi à suivre en parallèle les cours du linguiste et orientaliste Constantin Regamey, qui l'initie au sanscrit. En 1949, il obtient sa « licence ès lettres classiques » (l'équivalent d'un master).

### Formation en indologie et bouddhologie (1949-1968)
En 1949, Jacques May se rend à Paris, décidé à obtenir un « certificat en études indiennes » (ce sera chose faite en 1951). À la Sorbonne, à l’École pratique des hautes études (EPHE) et au Collège de France, il étudie le pāli, le sanscrit, et suit le programme des études indiennes et bouddhistes — c'est son intérêt pour Nâgârjuna qui le pousse à choisir la bouddhologie en option du certificat d'études indiennes. Il est l’élève de plusieurs grands noms de ces domaines : Marcelle Lalou, Jean Filliozat, Paul Mus, Paul Demiéville, ou encore Émile Benvéniste, Anne-Marie Esnoul, Louis Renou. Il fut aussi le condisciple de Bernard Frank et fréquentera André Bareau. À propos de cette période, Jacques May évoquait fréquemment ce qu’il appelait « l’âge d’or » de l’indologie française,.

#### Thèse de doctorat

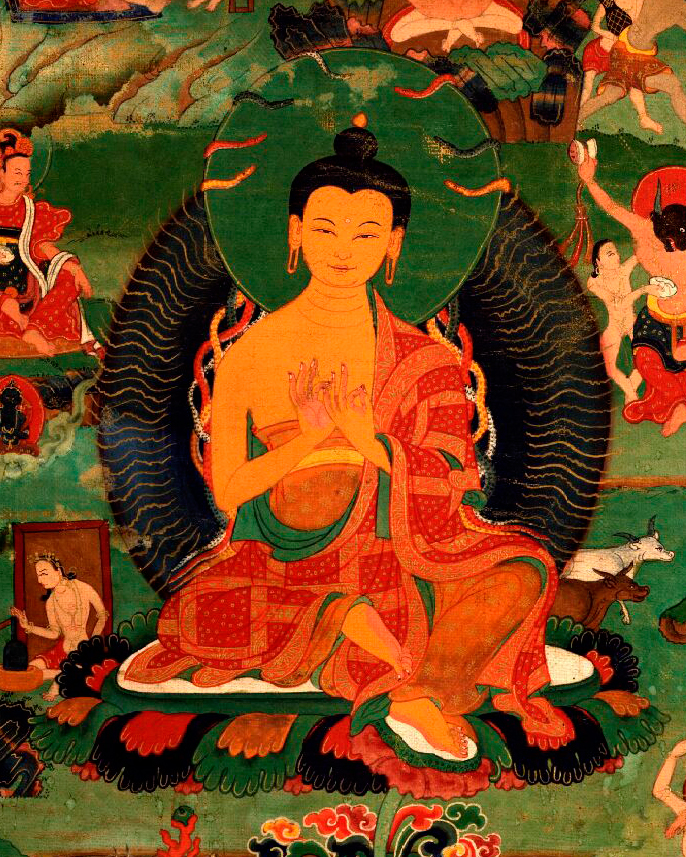
Jacques May a beaucoup travaillé sur Nâgârjuna (ci-dessus) et l'école de la Voie du milieu. (Peinture sur coton, XVIIIe siècle, Tibet.)

Constantin Regamey l'encourage à se lancer dans l'apprentissage du chinois et du tibétain, afin de réaliser une thèse de doctorat sur le Prasannapadâ (« Les Paroles claires »), le commentaire de Chandrakîrti sur les Stances de Nâgârjuna. Les recherches pour sa thèse l'amènent à séjourner à la School of Oriental and African Studies (SOAS) de Londres. En 1956, il revient à Lausanne, et remet sa thèse à Constantin Regamey.
Afin d'assurer ses revenus, il prend un poste de bibliothécaire à la Bibliothèque cantonale de Lausanne, où il est responsable des thèses et des périodiques. Il occupe cette fonction jusqu'en 1961. En parallèle il revoit et corrige sa thèse, qu'il soutiendra en 1960 — et qui porte la marque de publication de 1959, bien qu'il se puisse qu'elle soit antidatée. Quoi qu'il en soit, le travail reçoit un accueil chaleureux et unanime. Dans sa préface à la thèse, Paul Demiéville salue ainsi « (...) une traduction précise, rigoureuse et élégante, de près d'une moitié des aphorismes de Nâgârjuna et de leur commentaire par Chandrakîrti. (...) [L]’introduction apporte du système de l’école du Milieu un exposé qui me paraît être, en sa brièveté, peut-être le meilleur qu’on ait donné à ce jour, tant par la clarté de l’expression que par la finesse nuancée de l’analyse. »

#### Japon

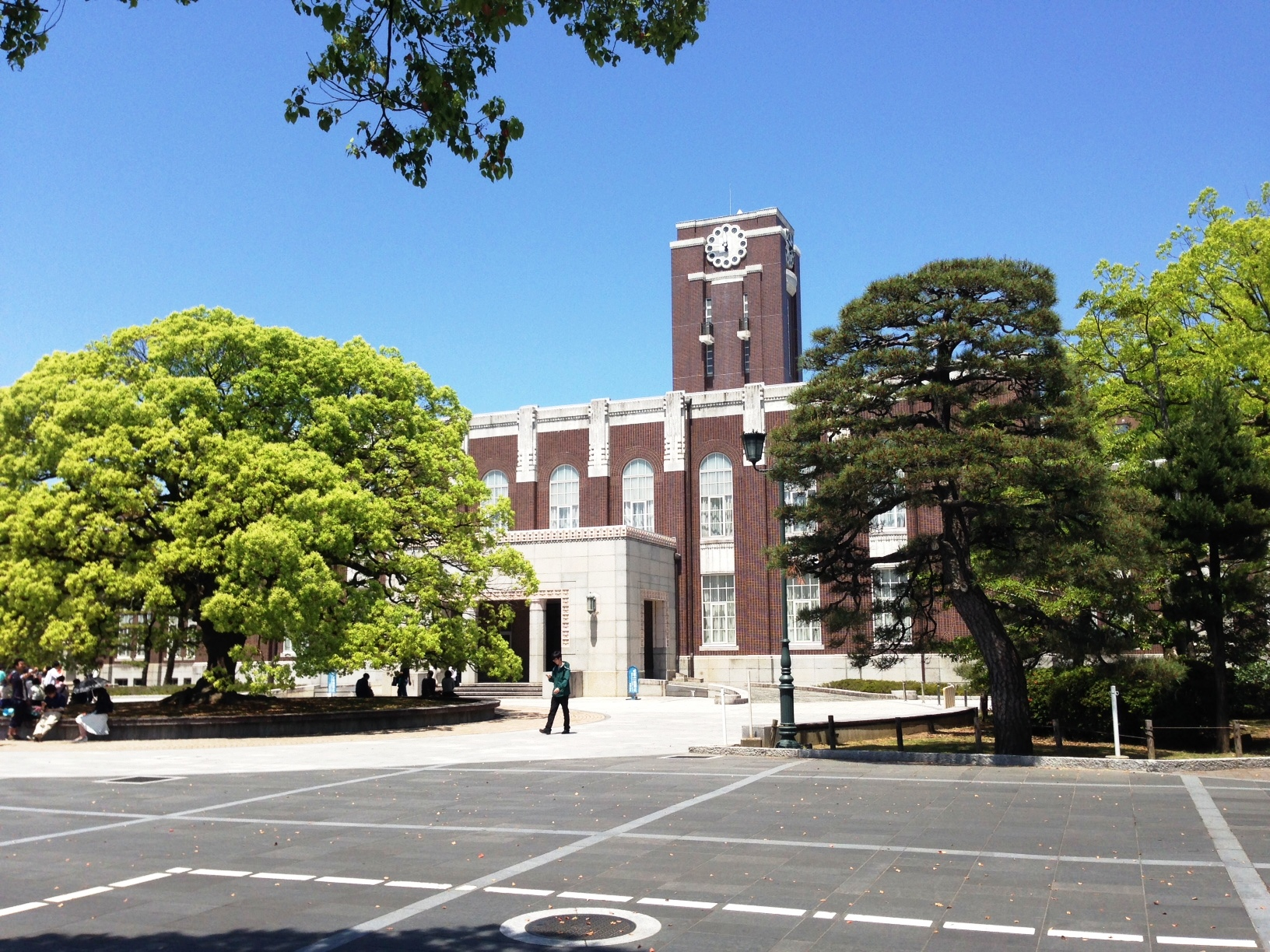
Entrée de l'université de Kyôto, où Jacques May enseigna.

En février 1961, Jacques May démissionne de son poste de bibliothécaire pour se rendre au Japon (il y restera sept ans), à Kyôto, et se consacrer à un projet de recherche que lui a attribué le Fonds national suisse de la recherche scientifique. C'est alors qu'il commence sérieusement l'étude du japonais (qu'il avait abordé lors d'un second séjour à la SOAS, en 1960). Paul Demiéville l'invite à collaborer au Hôbôgirin, Dictionnaire encyclopédique du bouddhisme d’après les sources chinoises et japonaise, fondé en 1926 par Sylvain Lévi et Takakusu Junjiro.
Il travaille également à l'université de Kyôto, où il est privat-docent de sanscrit et de tibétain dès 1962. Il est nommé collaborateur du Centre national français de la recherche scientifique (1962-1965), puis membre de l’École française d'Extrême-Orient (1965-1968). Il assure la publication du volume IV du Hôbôgirin (1962-1965) — où il signe ou cosigne dix-sept articles — avant d'être nommé, en 1966, rédacteur en chef du dictionnaire. Il publie alors le tome V (qui ne paraîtra finalement qu'en 1979, l'année même du décès de Paul Demiéville) avec cinq articles, seul ou en collaboration, dont deux consacrés au madhyamaka. En 1979, il quitte la rédaction en chef, mais il aura entre-temps supervisé plusieurs articles qui paraîtront dans le numéro VI, en 1983.

### Professorat à Lausanne (1968-1992)
En 1968, au terme de son contrat, il rejoint la Faculté des Lettres de l’Université de Lausanne pour occuper une chaire de professeur extraordinaire de philologie bouddhique, créée ad personam. En 1976, il est nommé professeur ordinaire et il occupera ce poste jusqu’à sa retraite en 1992. Il enseigne le bouddhisme, donne des cours d'introduction au sanskrit, pâli, chinois bouddhique et tibétain à la Section des langues et civilisations orientales, et des enseignements sur la philosophie de Nâgârjuna et du madhyamaka,. Il dispense ainsi des enseignements sur l’Abhidharmakośa de Vasubandhu, les sûtra du Mahayana, la vie du Bouddha, et des lectures de textes sanskrits comme le Vajracchedikā Prajñāpāramitā (« Sûtra du Diamant ») et le Saddharmapuṇḍarīka Sūtra (« Sûtra du Lotus »).

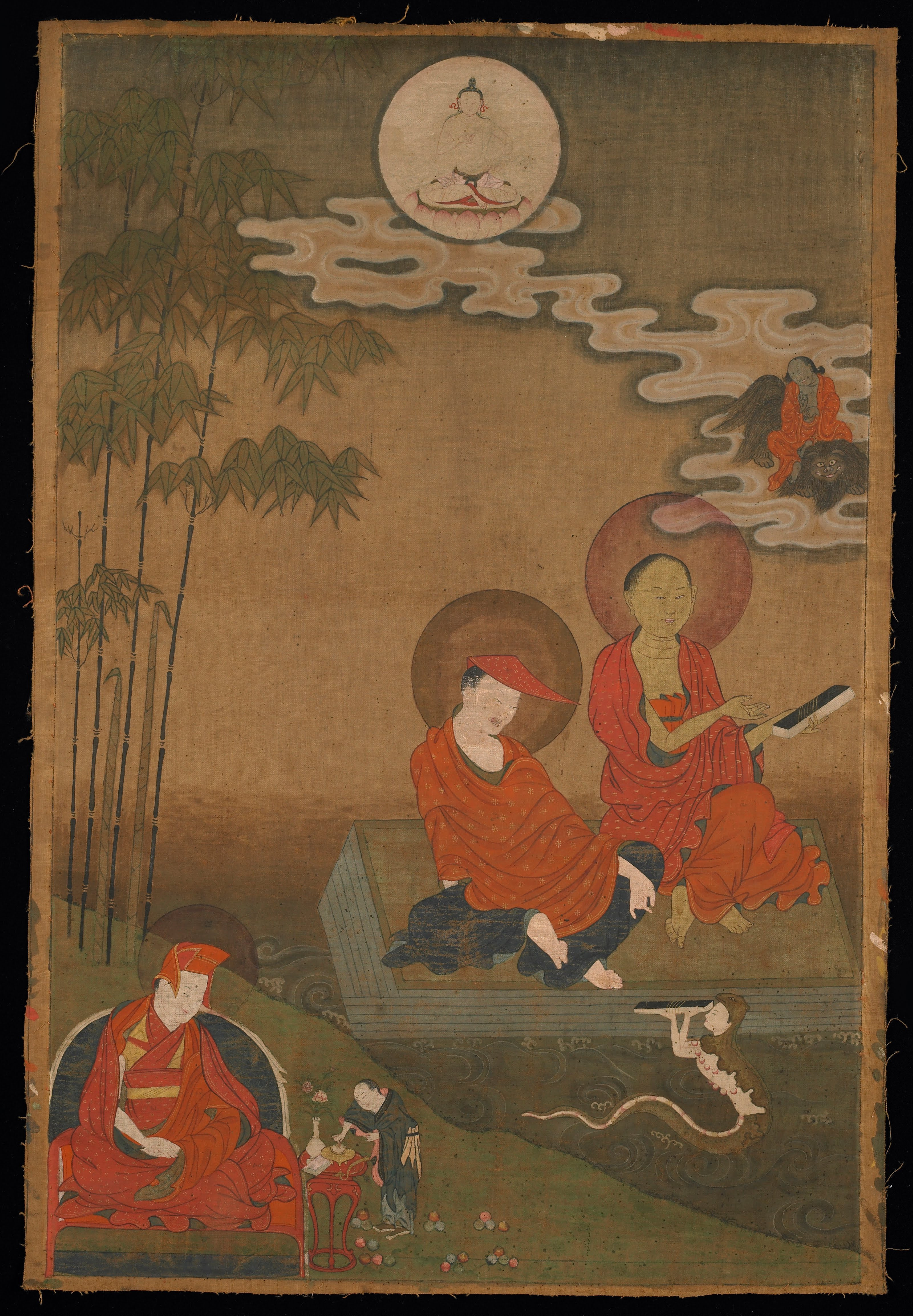
Nagarjuna (tout à droite) avec Âryadeva à ses côtés. Un nâga leur présente un sûtra.

Parallèlement, il poursuit recherches et publications sur Nagarjuna et sur le madhyamaka, et tout particulièrement sur le Catuḥśataka (« les quatre cents versets ») d'Âryadeva. Il consacre une série de cinq articles à « Âryadeva et Candrakîrti sur la permanence ». Dans ce travail, Jacques May « (...) traduit, du tibétain qu’il édite, le Catuḥśataka d’Āryadeva et sa Ṭīkā [commentaire] (...) par Candrakīrti. Ce cycle d’articles, qui reflète un [auteur] au firmament de son érudition et de son autorité, pleinement maître de son style, peut être tenu pour son dernier travail de grande ampleur. »
Ces années sont aussi marquées par les efforts et les démarches de Jacques May pour asseoir au sein de l'université la Section des langues et civilisations orientales et en assurer le développement, de manière à faire de l'Université de Lausanne un centre d'excellence de philologie bouddhique. Une tâche qui s'avéra difficile et très prenante, mais au moment de prendre sa retraite, Jacques May se félicitera que « [cette section] constitue maintenant un centre d'importance internationale reconnue [sic] pour les études indiennes et bouddhiques. » D'autre part, en 1972, il rejoint le comité éditorial de la revue Études asiatiques - Asiatische Studien, responsabilité qu'il assumera jusqu'à la fin 2010.
Plusieurs de ses élèves font carrière dans la recherche et l'enseignement sur le bouddhisme, en Suisse et à l'étranger. On peut mentionner en particulier Tom Tillemans et Cristina Scherrer-Schaub (Université de Lausanne), Jérôme Ducor (Universités de Genève et Lausanne), Michel Mohr (Université de Hawaï à Mānoa), , Katsumi Mimaki (Université de Tôkyô), Vincent Eltschinger (École Pratique des Hautes Études).

### Honorariat et décès (1992-2018)
En 1992, l'Université de Lausanne le fait professeur honoraire. La même année, un volume de mélanges lui est offert, auquel participent de nombreuses figures de l'indianisme et des études bouddhiques.
En 1994, Jacques May épouse à Séoul sa disciple coréenne, Hyung-hi Kim (1949-), dont le père, Seung-kwon, fut l'initiateur de l’étude de la philosophie indienne en Corée. Désireux de réellement prendre sa retraite, Jacques May ne publiera plus après avoir quitté l’université. En revanche, il continue à suivre la thèse de doctorat de son épouse (La carrière du Bodhisattva dans l'Avataṃsaka-sūtra : matériaux pour l'étude de l'Avataṃsaka-sūtra et ses commentaires chinois [Peter Lang, 2013]).
Jacques May était aussi un écrivain de talent, ce dont témoignent ses traductions,. C'était un homme de vaste culture, fin connaisseur de la littérature du xviiie siècle français et de celle de la fin du XIXe (en particulier de Mallarmé).
Jacques May est mort le 22 mars 2018,.

## Bilan sur l’œuvre

### Les qualités du chercheur
Le bouddhologue Frédéric Girard relève que Jacques May « a ouvert de nouveaux chemins de recherche sur le Mâdhyamika ». Durant toute sa carrière il est sans cesse revenu sur la littérature de la Prajnaparamita, dont le Madhyaka est sans doute l’école la plus radicale. Et si sa production académique n’est pas abondante, elle est « de la plus haute qualité scientifique ». Cette qualité est due au nombre de langues bouddhiques que maîtrisait Jacques May et à sa parfaite connaissance du Canon bouddhique, à quoi s’ajoute la rigueur de son approche philologique. Ce sont là autant de qualités qui lui ont permis de proposer, qui plus est en philosophe, une interprétation de la pensée Madhyamaka – sur laquelle il est revenu dans plusieurs publications – « à la fois subtile et radicale. »

### Madhyamaka et nihilisme
Jacques May a montré que le passages du sanskrit au chinois des Stances du milieu par excellence a « entraîné de subtils transferts sémantiques. » Il souligne ainsi que dans la stance XXIV,18, « clef de voûte de [l’ouvrage], » la traduction du mot « vacuité », śūnyatā par wu 無, « il n’y a rien », au lieu de kû 空, « vide » a peut-être été lourde de conséquences : « [cet] emploi dans un passage aussi capital n’a-t-il pas favorisé une interprétation nihiliste de la Vacuité et du Mâdhyamika,? » Or Jacques May se refuse à interpréter la vacuité comme un nihilisme, rejoignant ainsi l’interprétation qui prévaut en Asie. Et il écrit, dès 1958, dans son article « La philosophie bouddhique de la vacuité » : « le nirvâna, “extinction” : ce terme assez mystérieux, et dont l’interprétation a exercé la pensée bouddhique tout au long de son histoire, désigne l’état du monde et, dans le monde, du Bouddha lui-même, après l’Éveil (bodhi). »

### Une voie moyenne

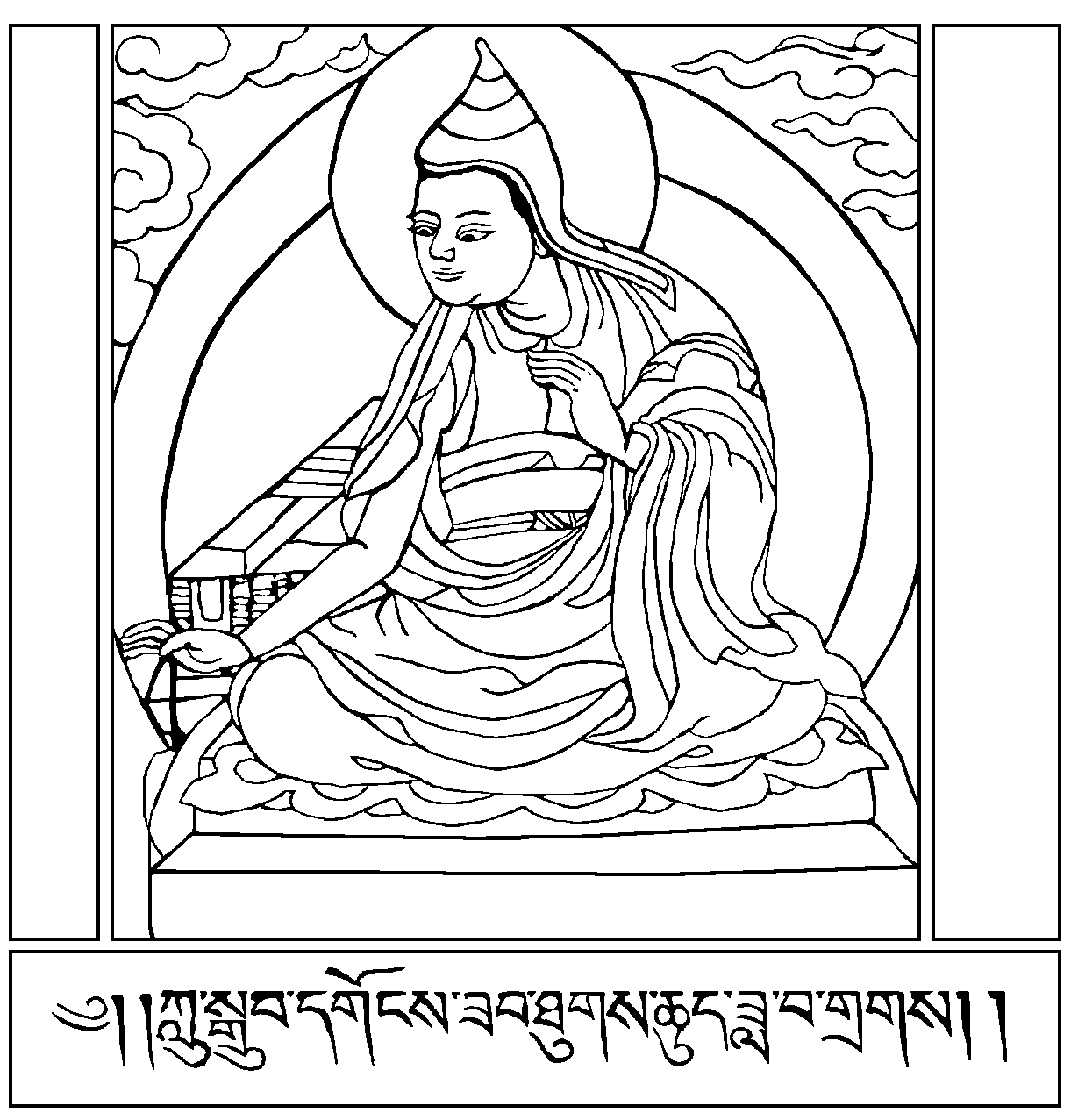
Portrait tibétain de Chandrakīrti.

Son grand œuvre aura été la traduction et le commentaire des chapitres laissés de côté par les précédents traducteurs du Commentaire limpide au Traité du Milieu de Candrakîrti. Il montre dans ce travail que le Madhyamaka construit une voie moyenne entre le réalisme et le nihilisme. Posant la question de savoir si Jacques May a résolu ainsi le problème de l’interprétation de la pensée profonde du Madhyamaka, André Bareau relève « [qu]’il serait évidemment téméraire de l’affirmer, mais [qu’]on peut reconnaître qu’il en a fourni l’une des solutions les plus élégantes et les plus plausibles. » Tom Tillemans résume bien les principaux résultats de ce travail : 

« Il nous semble que pour Jacques May la méthode Madhyamaka est essentiellement celle d'une dialectique qui procède sans cesse par dépassement (Aufhebung). Elle est rationnelle et porte sur les choses elles-mêmes, mais balaie, par d'impitoyables réductions à l'absurde, chaque tentative de formuler une thèse philosophique, qu'elle soit affirmative ou négative. Le Madhyamaka annule donc tout, sans exception. (…) Les choses, qui sont inconsistantes et même contradictoires, sont annulées, mais conservées uniquement à titre de moment dépassé.
Autre élément clef : le bouddhiste Madhyamaka n'a pas, lui-même, de position philosophique. May est formel sur ce point et rejette les nuances ou les affaiblissements de ce principe dans la littérature scolastique ultérieure. Le Madhyamaka "se contente de dégager le paralogisme dans les raisonnements d'autrui" (…) Il ne s'agit pas d'un simple agnosticisme. Le Madhyamaka ne peut pas avoir de position philosophique, car toute position s'annule.
Le Madhyamaka que nous présente Jacques May est donc un système sans aucun compromis, difficile et même déroutant pour ceux qui se sentent mal à l'aise dans un univers où les choses seraient non seulement insaisissables, mais contradictoires et constamment annulées. »

### Défense des études bouddhiques
Jacques May a défendu l'ouverture à l'autre qu'apportent les études bouddhiques. Elles constituent à ses yeux « une école de décentrement et d'universalité » car « [elles] donnent accès à [un] univers [vaste] très différent du nôtre, et aux civilisations originales où le bouddhisme s'est développé, redressent les perspectives, remettent la civilisation occidentale à sa juste place, la confrontent avec l'autre, et sont ainsi une école privilégiée d'universalité. »

## Publications

### Sélection
- Les vers didactiques fondamentaux sur la doctrine de la voie du milieu (Mûla-Madhyamaka-kârikâ) de Nâgârjuna; cours édité par Jérôme Ducor et Henry W. Isler, avant-propos de Tom. J. F. Tillemans; pp. 662 ; Genève, Librairie Droz, 2024.  (ISBN 978-2-600-06502-3).
- « La philosophie bouddhique de la vacuité », Studia philosophica, Annuaire de la Société suisse de philosophie / 18,‎ 1958, p. 123-137 (lire en ligne, consulté le 14 avril 2021)
- Candrakīrti, Jacques May (Ed. scient.) (préf. de Paul Demiéville, Douze chapitres trad. du sanscrit et du tibétain, accompagnés d'une introduction, de notes et d'une édition critique de la version tibétaine par Jacques May), Prasannapadā Madhyamakavṛtti, Paris, Librairie d'Amérique et d'Orient Adrien-Maisonneuve, 1959, 539 p. (présentation en ligne)
- « Kant et le Mādhyamika : à propos d’un livre récent », Indo-Iranian Journal, vol. 3, no 1,‎ 1959, p. 102-111
- « Études bouddhiques, domaine, disciplines, perspectives », Études de lettres, vol. 6, no 3,‎ 1973, p. 1-19 (lire en ligne, consulté le 15 avril 2021)
- « Sur la production en consécution (pratîtya-samutpada) », Cahiers Bouddhistes, Lausanne, no 19,‎ septembre 1974
- Hôbôgirin. Dictionnaire encyclopédique du bouddhisme d'après les sources chinoises et japonaises, fascicule IV, Paris/Tôkyô, 1967; fascicule V, Paris/Tôkyô, 1979
- avec Katsumi MIMAKI, « Chûdô (Voie du Milieu) », Hôbôgirin. Dictionnaire encyclopédique du Bouddhisme d'après les sources chinoises et japonaises, vol. V,‎ 1979, p. 456-470
- « Chûgan (Désignation de l'école Mâdhyamaka dans le bouddhisme d'Extrême-Orient) », Hôbôgirin. Dictionnaire encyclopédique du Bouddhisme d'après les sources chinoises et japonaises, vol. V,‎ 1979, p. 470-493

- « Aspects historiques de l'insertion du bouddhisme dans quelques sociétés d'Asie », Dialectica, vol. 30, no 4,‎ 1976, p. 285-298 (lire en ligne, consulté le 14 avril 2021)

- « On Mâdhyamika Philosophy », Journal of Indian Philosophy 6, p., vol. 6, no 3,‎ 1978, p. 233-241 (lire en ligne) [lire en ligne]

- « Âryadeva et Candrakîrti sur la permanence » (1980-1984), in I) Indianisme et bouddhisme. Mélanges offerts à Mgr. Étienne Lamotte, Louvain, Université catholique, 1980, p. 215-232 ; II) BEFEO 69, p. 75-96 ; III) Études asiatiques 35/2 (1981), p. 49-76 ; IV) Études de lettres 3 (Lausanne, 1982), p. 45-76 ; V) Acta indologica 6 (1984), p. 115-144. ([lire en ligne (page consultée le 14 avril 2021; les cinq parties sont regroupées en un seul document)]
- André Jacob (Dir.), Encyclopédie philosophique universelle. Vol. III, tome 2 : Les œuvres philosophiques. Dictionnaire, dirigé par Jean-François Mattei. Paris, Presses Universitaires de France, 1992, p. 3879 à 3998 : « Pensées asiatiques, I, Inde ». – 21 contributions de Jacques May[Note 3] sur 160 (sans compter les simples renvois). Les contributions totalisent un texte de 18 pages ; elles portent sur la pensée bouddhique du Grand Véhicule[40].

### Liste des publications de Jacques May
- « Publications Jacques May »  (Liste des 109 publications de 1954 à 1990; à compléter pour la période 1990-2001 par l'addendum p. 36-37, in Eltschinger 2019 [v. Bibliographie, ci-dessous]), Asiatische Studien - Études asiatiques, vol. 46, no 1 « Études bouddhiques offertes à Jacques May »,‎ 1992, p. 13-25 (lire en ligne, consulté le 13 avril 2021)